# Tanggan
Tanggan is een bestuurslaag in het regentschap Sragen van de provincie Midden-Java, Indonesië. Tanggan telt 3830 inwoners (volkstelling 2010).